# Paulo Dybala
Paulo Bruno Exequiel Dybala (polj. Paulo Dybała, Laguna Larga, Argentina, 15. studenoga 1993.) argentinski je nogometaš poljskih korijena, napadač argentinske nogometne reprezentacije. Trenutačno igra za Romu.